# Gle Alue Tok Geudek
Gle Alue Tok Geudek är en kulle i Indonesien.   Den ligger i provinsen Aceh, i den västra delen av landet, 1 800 km nordväst om huvudstaden Jakarta. Toppen på Gle Alue Tok Geudek är 131 meter över havet, eller 102 meter över den omgivande terrängen. Bredden vid basen är 3,7 km.
Terrängen runt Gle Alue Tok Geudek är platt söderut, men norrut är den kuperad. Havet är nära Gle Alue Tok Geudek åt sydväst.Runt Gle Alue Tok Geudek är det glesbefolkat, med 18 invånare per kvadratkilometer. Omgivningarna runt Gle Alue Tok Geudek är en mosaik av jordbruksmark och naturlig växtlighet.